# Bandz a Make Her Dance
Bandz a Make Her Dance è un singolo del rapper statunitense Juicy J, pubblicato nel 2012 ed estratto dal suo terzo album in studio Stay Trippy. Il brano vede la partecipazione dei rapper statunitensi Lil Wayne e 2 Chainz.

## Video musicale
Il videoclip è stato diretto da J.R. Saint e vede i cameo di Mike Will Made It e Project Pat.

## Tracce
- Download digitale

1. Bandz a Make Her Dance (featuring Lil Wayne & 2 Chainz) – 4:40